# Everything Counts
«Everything Counts» — восьмий сингл британського гурту Depeche Mode і заголовна пісня з альбому Construction Time Again , представлена 11 липня 1983 року. Пісня стала однією із найпопулярніших у репертуарі гурту, що призвело до перевидання синглу в 1989 році на підтримку альбому 101. У Великій Британії сингл отримав срібний статус.

## Передісторія і запис
«Everything Counts» було записано у лондонської студії The Garden і берлінській Hansa Tonstudio разом із іншими піснями з альбому Construction Time Again, у якому музиканти зробили спробу відійти від образу підліткового поп-гурту. Depeche Mode експериментували зі звучанням, використовуючи технологію семплування: записували звуки навколишнього світу (включаючи лондонські будови) та відтворювали їх із допомогою синтезаторів типу Synclavier та Emulator. Залучений для роботи в студії Гарет Джонс паралельно співпрацював із індастріал-гуртом Einstürzende Neubauten, тому, на його думку, обидва гурти вплинули один на одного..

## Музика і текст
Ритм пісні створюється обробленими на драм-машині ударними у поєднанні із семплами звуків, отриманих під час численних походів гурту по будівництвах Лондона. У пісні також використовуються семпли таких музичних інструментів, як шома, ксилофон і мелодика. У «Everything Counts» баритон  Гаана  у куплетах контрастує із вищими голосами  Гора  і  Уайлдера  у приспіві. У пісні розповідається про продажність і лицемірство у всьому, що пов'язано із грошима. «Гор повідомляє нам, що за всіма ідеалами і намірами стоїть чистий егоїзм», — написав журналіст Пол Бушел.

## Музичне відео
Музичне відео зняв Клайв Річардсон, який двома роками раніше зняв перше відео гурту на пісню «Just Can't Get Enough». У відео зображення Берліна змінюється зображенням учасників Depeche Mode. Гаан виконує куплети і танець, а інші члени гурту грають на інструментах, семпли яких використовували у записі пісні: Гор грав на мелодиці, Уайлдер — на ксилофоні, Флетчер — на шомі.

## Критика
Музичні критики загалом позитивно оцінили «Everything Counts», відзначаючи оригінальний текст і мелодію пісні. Марк Купер описав сингл як «відмінне відображення ділової Британії і їх [гурту] найкраща мелодія за довгий час». «Одночасно агресивну і прекрасну, її [пісню], мабуть, можна назвати першим англомовним індастріал-поп-хітом», — відгукнувся в свій рецензії для  Allmusic  Нед Реггетт.